# Renée Ganneau
Renée Ganneau née le 12 décembre 1936, est une cycliste française, championne de France de poursuite en 1963, 1964, 1965 et championne de France de vitesse en 1960, 1961, 1962 et 1963.

## Palmarès sur piste

### Championnats nationaux
- 1960
  -  Championne de France de vitesse
- 1961
  -  Championne de France de vitesse
- 1962
  -  Championne de France de vitesse
  - 3e de poursuite
- 1963
  -  Championne de poursuite
  -  Championne de France de vitesse
- 1964
  -  Championne de poursuite
  - 2e de vitesse
- 1965
  -  Championne de poursuite
  - 2e de vitesse
- 1966
  - 2e de vitesse